# Joan Amade
Joan Amade (Ceret, el Vallespir 30 d'agost del 1878 - Ceret, 3 de març del 1949) fou un erudit, poeta i narrador nord-català, de mare catalana i de pare occità.

## Biografia
Cursà estudis superiors a la Sorbona i a la facultat de lletres de Tolosa de Llenguadoc. El 1904 fou agregat de castellà i professor als liceus de Montalban i de Montpeller. El 1919 entrà com a mestre de conferències de llengua i literatura castellanes a la facultat de lletres de Montpeller. Fou nomenat professor a la facultat de Montpeller el 1931.
El regionalista Joan Carles-Brun el guanyà a la seva causa i, juntament amb Josep-Sebastià Pons, Gustau Violet, Juli Delpont, Lluís Pastre, Raymond de Lacvivier i altres fundà, el 1906 la Societat d'Estudis Catalans i la Revue Catalane (1907-1921), des d'on crida els jóvens poetes nord-catalans a escriure en català, tot i que la seva pròpia producció literària en aquesta llengua fou ben minsa. La revista, però, va haver de tancar per dificultats financeres el 1921.
El 1926 va fomentar la celebració dels Jocs Florals a Perpinyà. Fou membre corresponent de l'Institut d'Estudis Catalans des del 1945. El 1920 acompanyà el mariscal Josep Joffre als Jocs Florals de Barcelona, i el 1935 hi pronuncià el discurs d'agraïment. Els seus poemes han estat musicats per Pere Figueres i Jordi Barre.

## Obres
Poesies
- L'oliveda (1934)

Assaig
- Études de littérature méridionale (1907)
- Anthologie des poètes roussillonnais (1908)
- L'idée régionaliste (1912)
- Origines et premières manifestations de la renaissance littéraire en Catalogne au XIXè siècle (1924)

Novel·la
- Pastoure et son maître (1909)
- Chants rustiques et orations (1926)
- Mélanges de folklore (1935)

SardanaCant del Vallespir (1911)